# Каррау, Адольфо
Адольфо Каррау (исп. Adolfo Carrau; род. 10 июня 1975) — уругвайский яхтсмен, участник летних Олимпийских игр 2000 года в соревнованиях в классе Лазер.

## Спортивная биография
В июле 1993 году Адольфо Каррау принял участие юношеском чемпионате мира, где занял 20-е место. В 2000 году Каррау выступил на летних Олимпийских играх в соревнованиях в классе «Лазер». В 11-ти гонках наилучшим результатом для Адольфо стало 20-е место в первой гонке. По итогам турнира Каррау занял 30-е место. В 2003 году в классе «Фарр 40» занял 37-е место на проходившем в итальянском курорте Порто-Черво чемпионате мира.